# Граево
Граево (пол. Grajewo) — город в Польше, входит в Подляское воеводство, Граевский повят. Имеет статус городской гмины. Занимает площадь 18,93 км². Население — 23 302 человека (на 2006 год).

## История
Возникновение поселения в районе современного Граево относятся к началу XV века. Первое документальное упоминание о Граево относится к 1426 году. В период правления короля Сигизмунда I Старого в 1540 году Граево получает права города и право на две ярмарки в год. Позднее в XVI веке поселение было разделено между наследниками и утратило статус города и вновь стало городом в XVII веке
В конце XIX века в связи с постройкой Бресто-Граевской железной дороги, в Граево создан один из крупнейших железнодорожных пограничных пунктов пропуска Российской Империи (наравне с Вержболово).
Современники отмечали: «Граево имеет исключительно значение как пограничный пункт; здесь находится таможня, и чрез Граево идут транспорты товаров, направляющиеся в Кёнигсберг и Данциг, а равно обратно… Пограничная станция по своей обширности и благоустройству представляет большой контраст, сравнительно с убогою и грязноватою прусскою пограничною станциею».
В результате присоединения Западной Белоруссии к СССР в 1939 году вошёл в состав Белорусской ССР и стал центром Граевского района Белостокской области. В 1944 году город и район были возвращены в состав Польши.

## Достопримечательности
- Деревянные дома (XIX в.)
- Старое католическое кладбище
- Часовня Вильчевских на кладбище (1839)
- Неоготический костел Святой Троицы (1882)
- Прикостёльная колокольни (1837)
- Здание железнодорожного вокзала (1873)
- Две придорожные часовни (XIX в.)

## Граево в литературе
- В романе Пикуля «Честь имею» главный герой начинает службу на пограничной заставе в Граеве.

## Фотографии

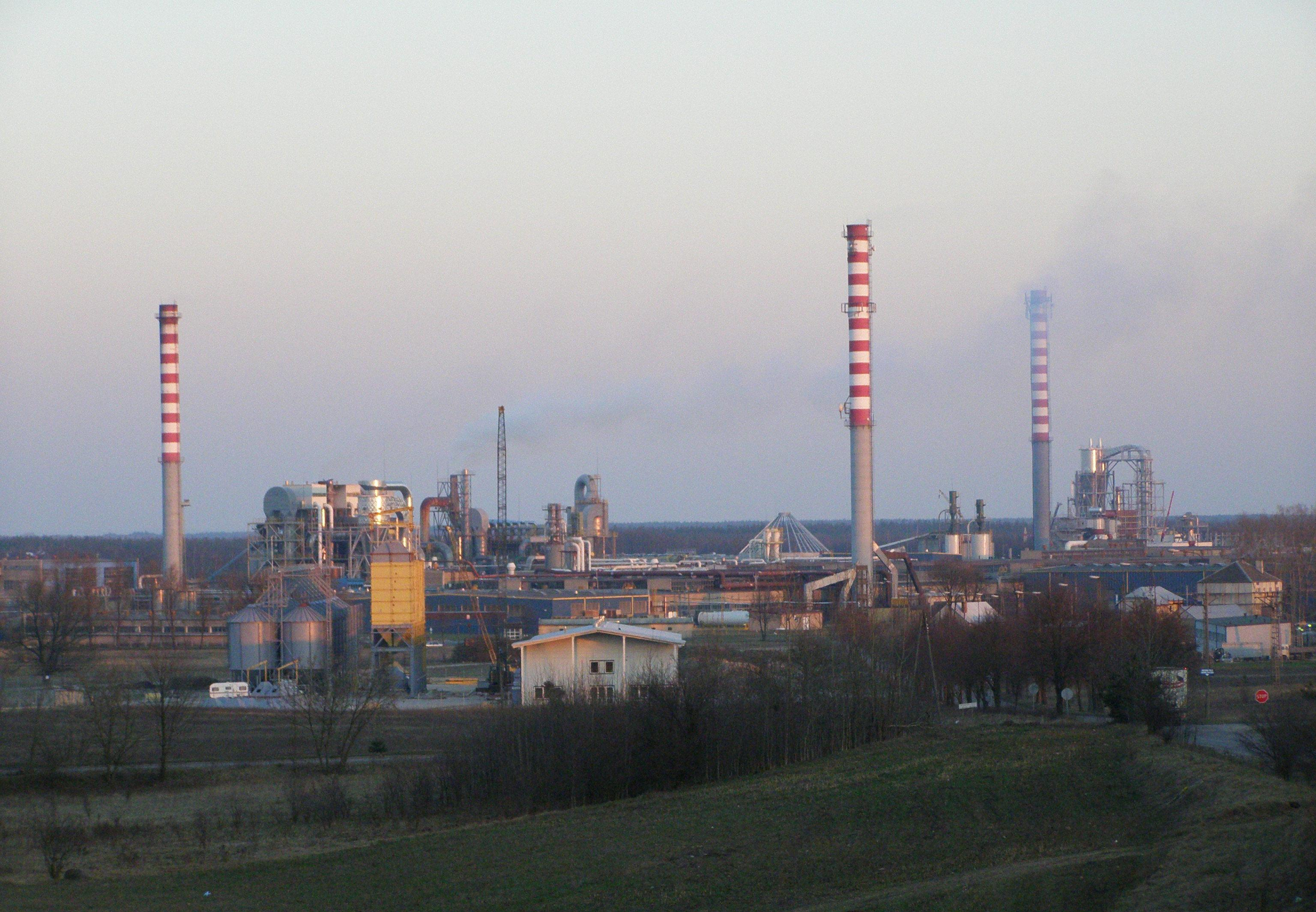
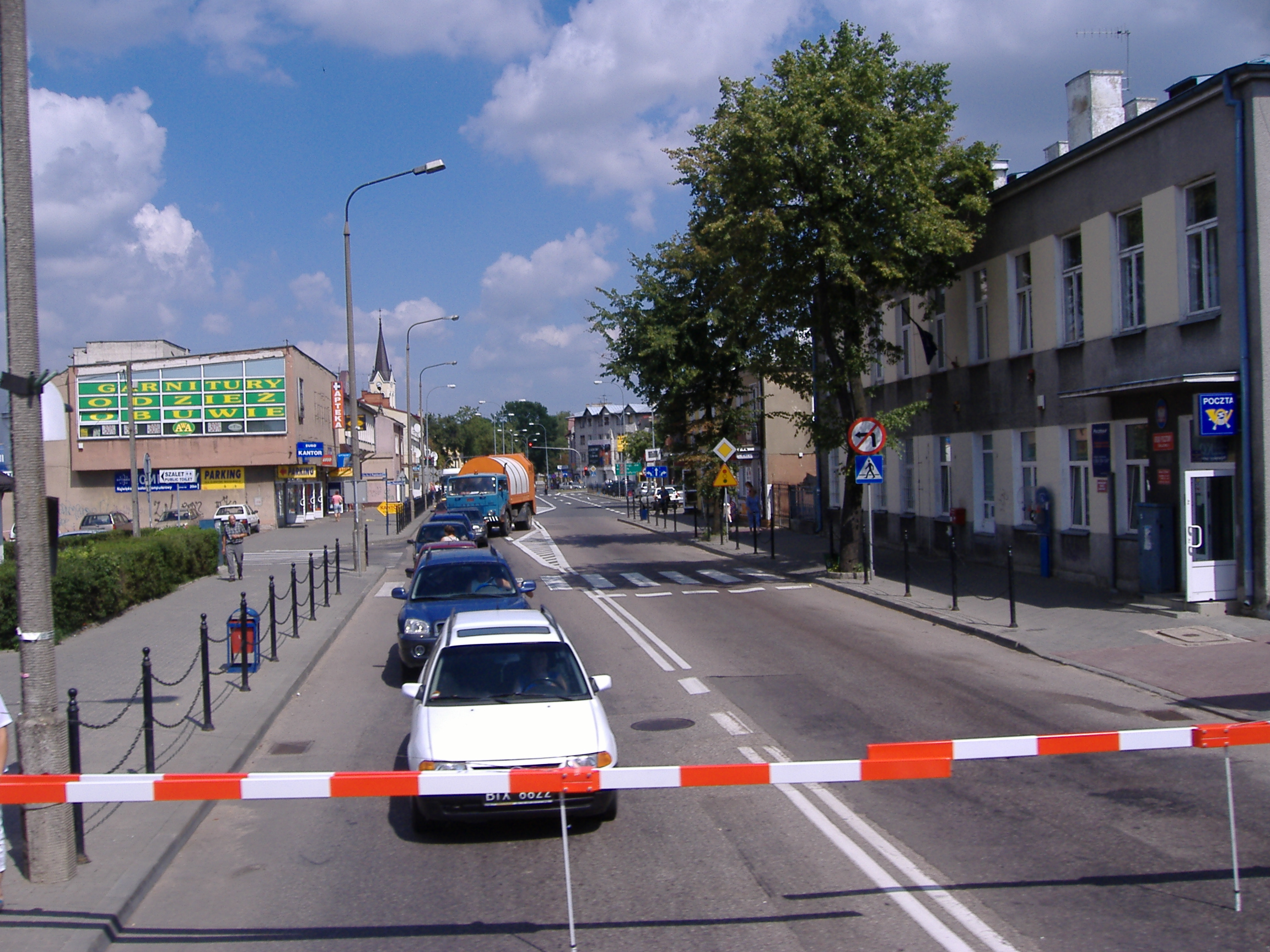
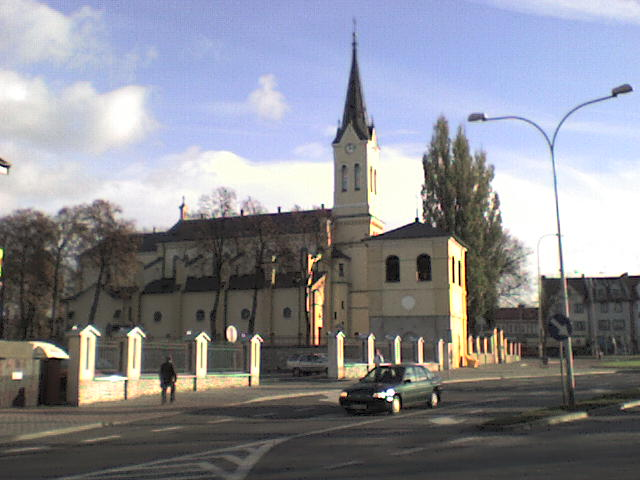
Костёл
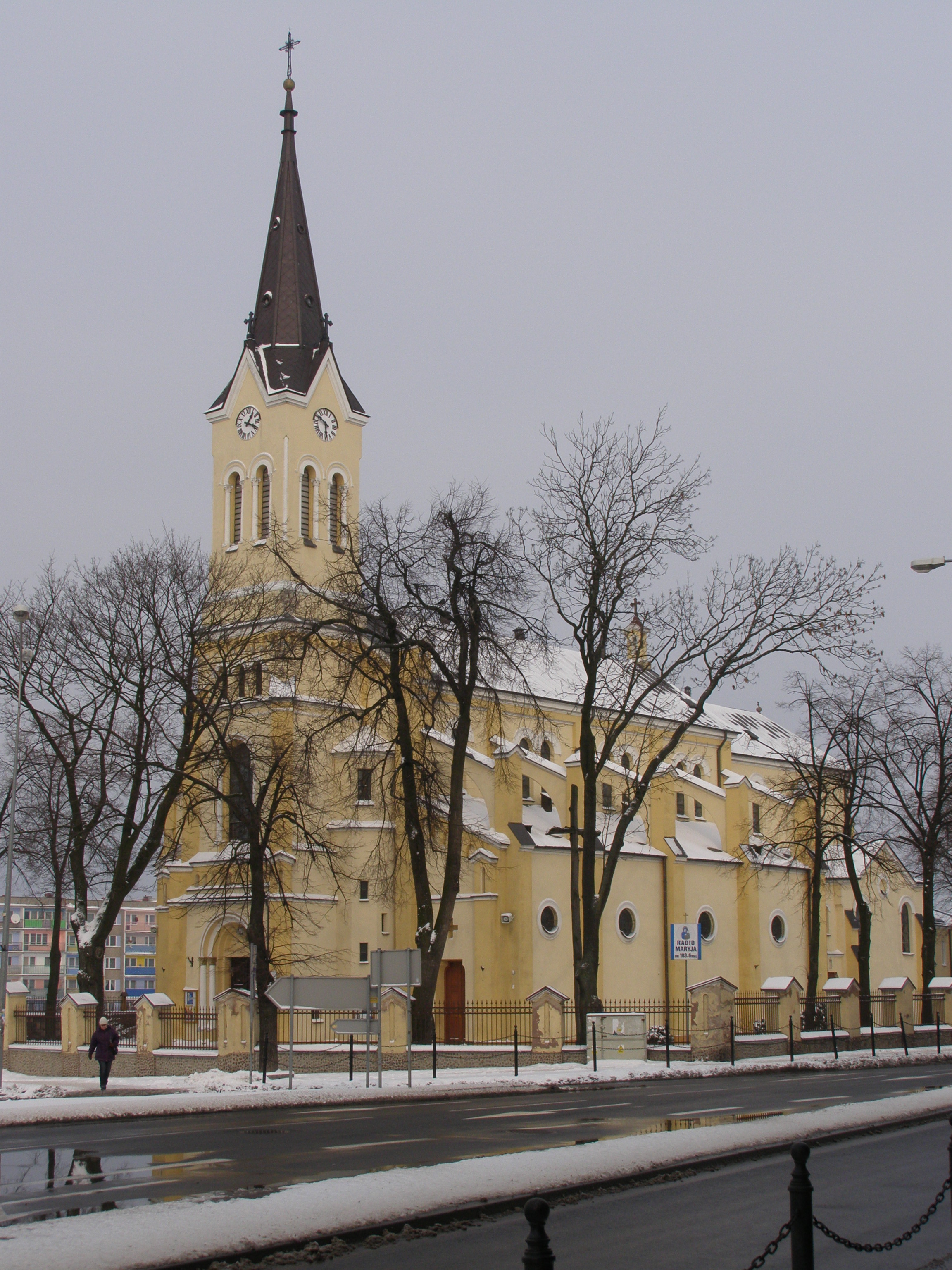
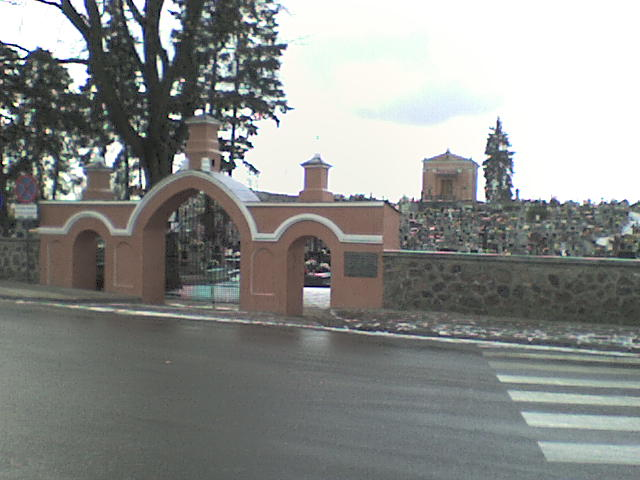
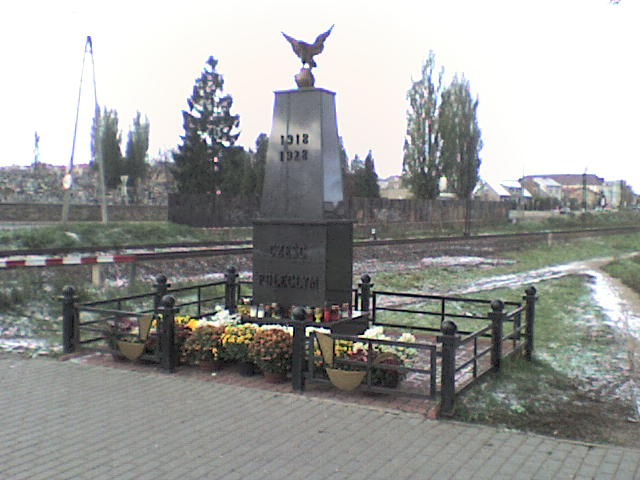
Памятник
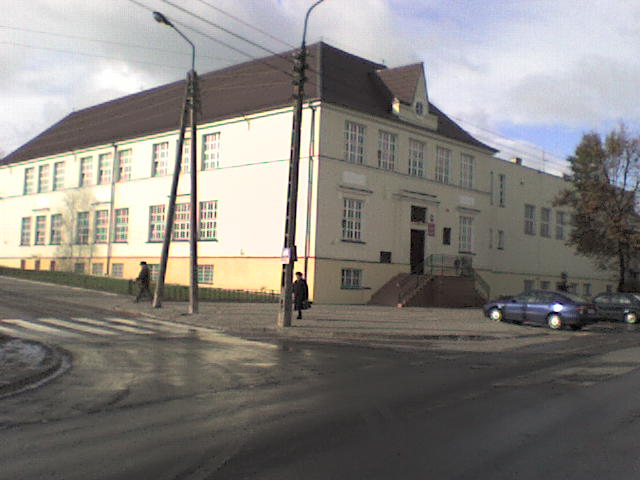
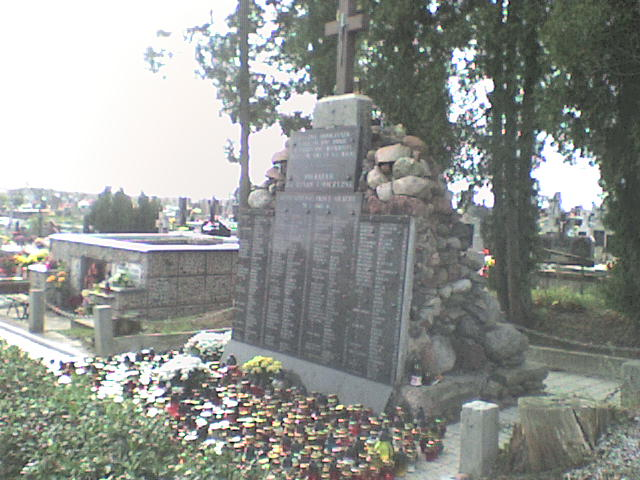
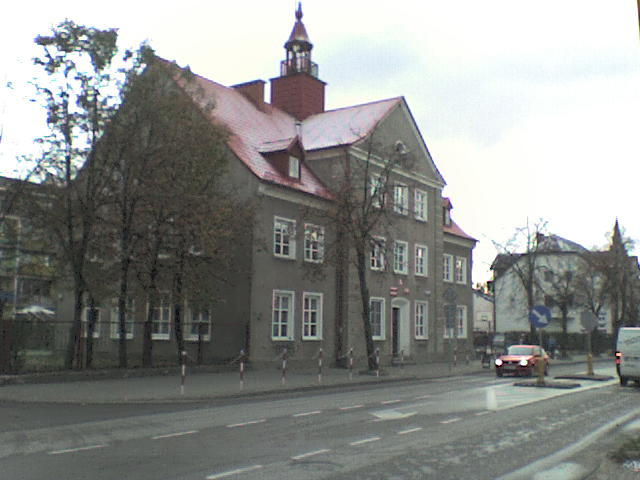
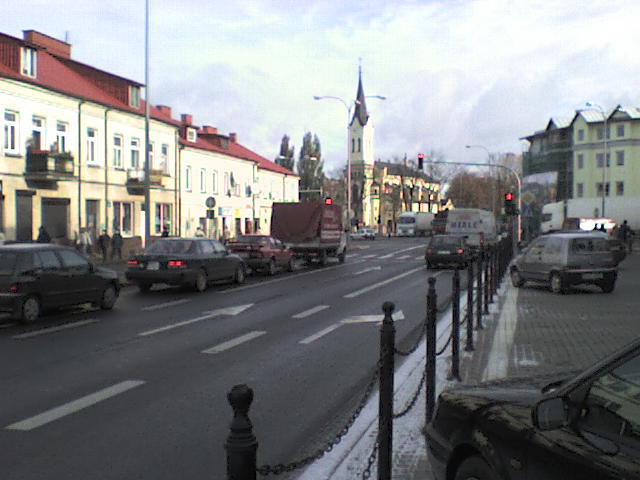
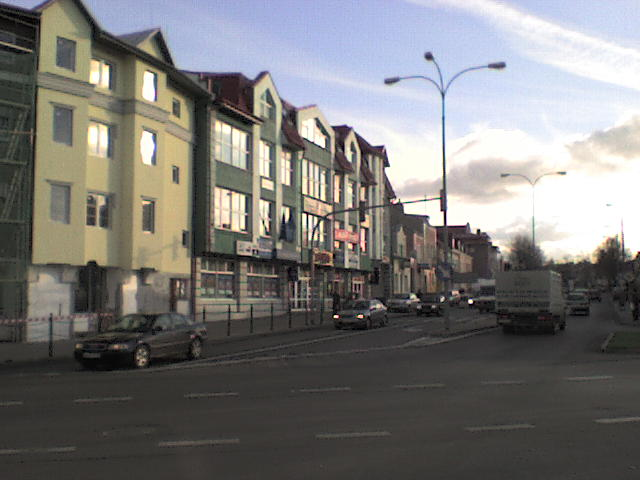
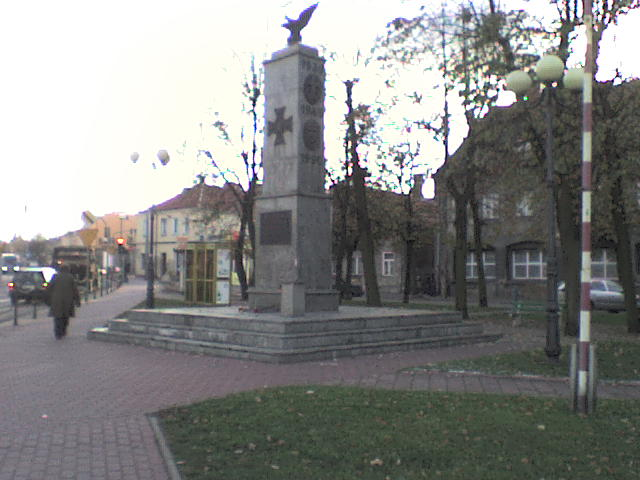
Памятник
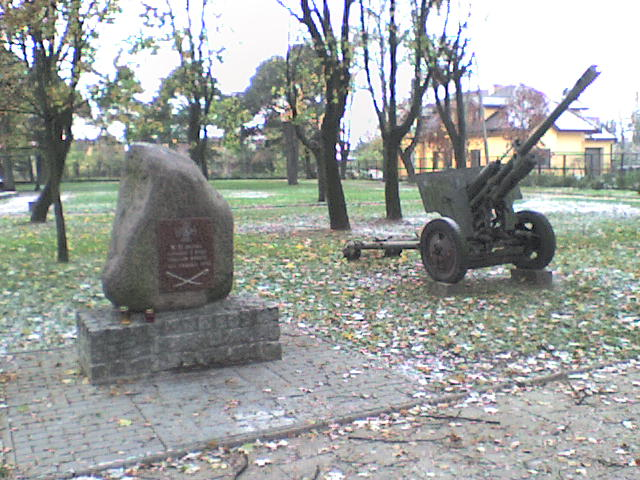
Парк
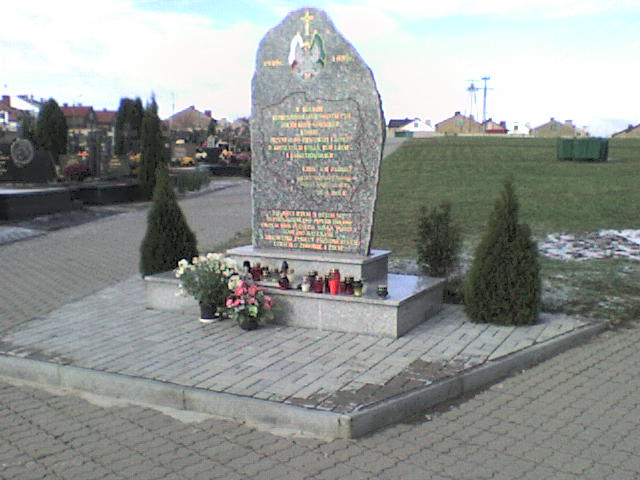
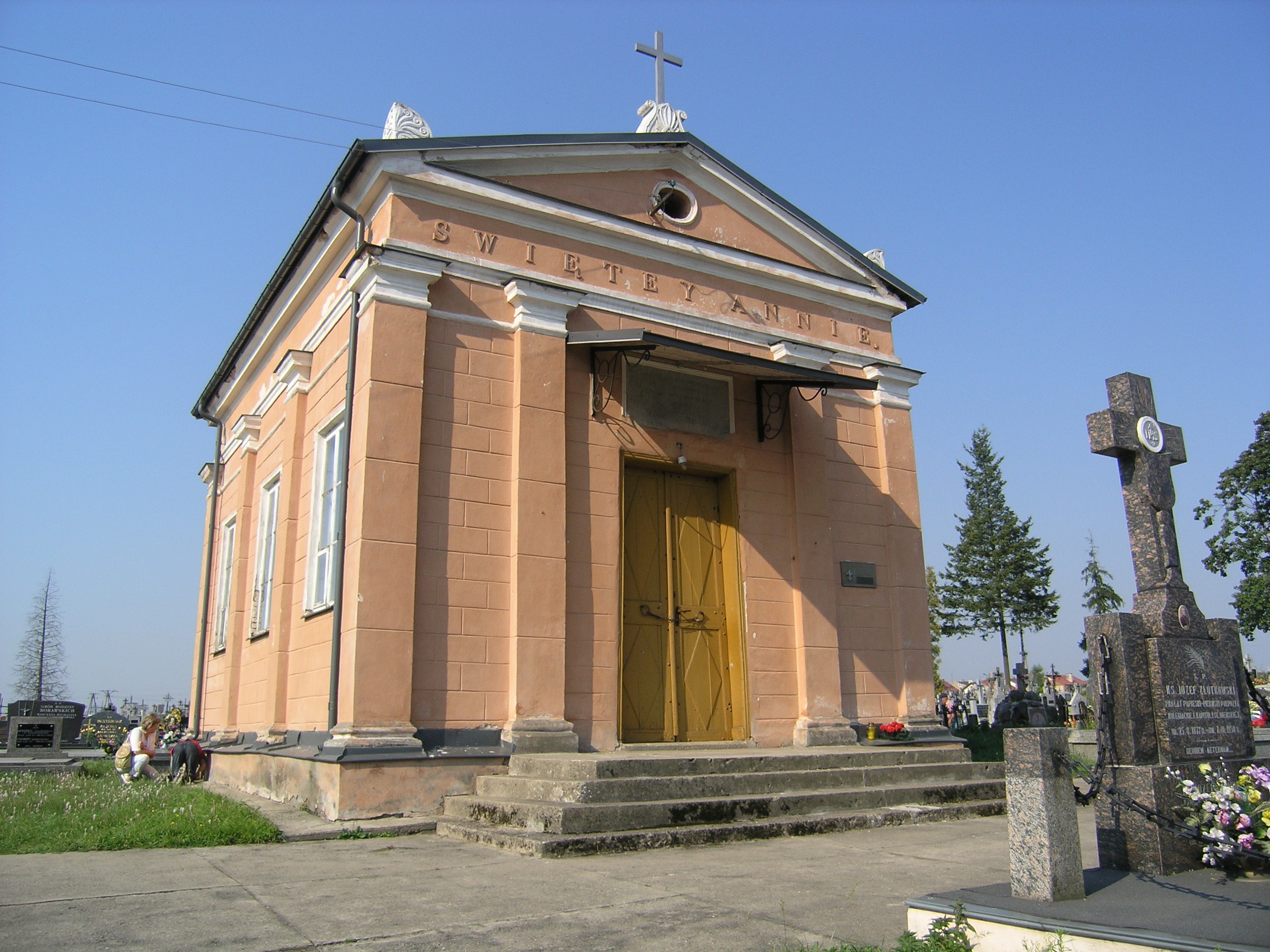